# Jesús Pretell
Jesús Pretell (nacido en Sechura, Región Piura, Perú, 26 de marzo de 1999) es un futbolista peruano. Juega como centrocampista defensivo y su equipo actual es el Sporting Cristal de la Liga 1. 

## Trayectoria
Pretell es producto de las divisiones menores del Atlético Grau de Piura y de la escuela de fútbol San Antonio de Piura, institución que tiene convenio con Sporting Cristal. Por temas financieros, no podía ir a Lima a probarse en el club rimense, por lo que se quedó en Piura, disputando algunos encuentros de la Copa Perú con Defensor La Bocana de su natal Sechura. Eventualmente, Pretell con 14 años llegó en 2015 a las divisiones menores de Cristal tras ayuda y recomendación de Walter Rojas, exjugador de Alianza Lima. Después de ser capitán de la sub-18 y ser titular en el equipo de reserva, el 29 de diciembre de 2017 fue ascendido al primer equipo firmando su primer contrato profesional con Sporting Cristal por tres temporadas, es decir hasta 2020.

### Universidad de San Martín y debut con Cristal
Para la temporada 2018, Cristal decide prestarlo a la Universidad de San Martín para que vaya acumulando minutos de juego. Es así que el 4 de febrero de 2018 hizo su debut profesional en la victoria por 4-0 sobre Ayacucho en la primera jornada del Torneo de Verano. Pretell jugó desde el arranque como volante de contención siendo sustituido por lesión al minuto 66 por Yamir Oliva.
Al final de la campaña acumuló 33 partidos, siendo uno de los jóvenes valores que San Martín mostró a lo largo del Campeonato Descentralizado 2018. Tras culminar su préstamo regresó a Sporting Cristal para la temporada 2019.
Con Cristal, que había salido campeón en 2018, debutó en la primera fecha de la ahora denominada Liga 1, el 16 de febrero de 2019 en la victoria por 2-0 sobre Sport Huancayo ingresando al minuto 72 por Christofer Gonzales. Si bien no se asentó como titular, sí lo fue en las selecciones juveniles y acumuló varios partidos con el primer equipo de Sporting Cristal.

### Melgar
El 31 de enero de 2020, Sporting Cristal cedió por un año a Pretell a Melgar de Arequipa, haciendo su debut con el conjunto rojinegro el 16 de febrero en el triunfo por 1-0 precisamente ante Cristal, ingresando al minuto 72 en reemplazo del mexicano Othoniel Arce. El 7 de septiembre de ese mismo año, marcó el primer gol de su carrera en un partido de liga contra Alianza Lima, abriendo el marcador en un encuentro que finalizó 2-2, sin embargo, tuvo que retirarse en el minuto 28 debido a una lesión. 

## Selección nacional
Pretell integra la selección de fútbol de Perú con la cual ha disputado un partido. Previamente formó parte de las categorías sub-18, sub-20 (con la cual participó en el Campeonato Sudamericano de Fútbol Sub-20 de 2019) y sub-23.

### Categorías juveniles
En marzo de 2018 fue uno de los jugadores juveniles llamados como refuerzos para los entrenamientos de la selección mayor, a disposición del entrenador Ricardo Gareca, con miras a los amistosos ante Croacia e Islandia, previos a la participación peruana en la Copa Mundial de Fútbol de 2018. También estuvo como parte del equipo de sparrings que acompañó a la bicolor en el Mundial de Rusia 2018. En noviembre de ese mismo año, ganó el cuadrangular internacional amistoso sub-20 disputado en Lara y el 12 de enero de 2019, fue incluido en la nómina de 23 jugadores para el Sudamericano sub-20 de 2019. Fue titular en los cuatro partidos durante la fase de grupos, sin embargo Perú no avanzó a la siguiente etapa.
También ha integrado el seleccionado sub-18 de Perú con el cual disputó en 2017 la Copa Mitad del Mundo de Ecuador, torneo amistoso.
En abril de 2019, fue convocado a la selección sub-23 de Perú por Nolberto Solano para el primer microciclo con miras a los Juegos Panamericanos de 2019 y el 27 de junio se anunció su convocatoria en la lista final de 18 convocados para dicho torneo. Fue titular en el mediocampo de Perú, quedando en séptima posición. Tiempo después fue incluido en la lista final para participar en el Torneo Preolímpico Sudamericano Sub-23 de 2020, siendo titular nuevamente.

### Selección mayor
El 15 de mayo de 2019 recibió su primera convocatoria a la selección mayor al ser incluido en la lista preliminar de 40 jugadores para la Copa América 2019, quedando finalmente en la lista final de 23 jugadores recibiendo el dorsal con el número 16. El 9 de junio, durante uno de los amistosos de preparación, hizo su debut con Perú en la derrota por 0-3 ante Colombia tras sustituir al minuto 67 a Renato Tapia.

### Participación en campeonatos sudamericanos
| Torneo                      | Sede     | Resultado      | Partidos | Goles |
| --------------------------- | -------- | -------------- | -------- | ----- |
| Sudamericano Sub-20 de 2019 | Chile    | Fase de grupos | 4        | 0     |
| Preolímpico Sub-23 de 2020  | Colombia | Fase de grupos | 4        | 0     |

### Participaciones en Copa América
| Torneo            | Sede   | Resultado  | Partidos | Goles | Asist. |
| ----------------- | ------ | ---------- | -------- | ----- | ------ |
| Copa América 2019 | Brasil | Subcampeón | 0        | 0     | 0      |

### Participación en Juegos Panamericanos
| Torneo                       | Sede | Resultado     | Partidos | Goles |
| ---------------------------- | ---- | ------------- | -------- | ----- |
| Juegos Panamericanos de 2019 | Perú | Séptimo lugar | 4        | 0     |

## Estadísticas
Actualizado el 2 de noviembre de 2022.
| Universidad de San Martín · Perú | 2018             | 1ª               | 33  | 0 | — | — | —  | — | 33  | 0 |
| Universidad de San Martín · Perú | Total club       | Total club       | 33  | 0 | 0 | 0 | 0  | 0 | 33  | 0 |
| Sporting Cristal · Perú | 2019             | 1ª               | 16  | 0 | 1 | 0 | 7  | 0 | 24  | 0 |
| Sporting Cristal · Perú | 2021             | 1ª               | 18  | 0 | 3 | 0 | 2  | 0 | 23  | 0 |
| Sporting Cristal · Perú | 2022             | 1ª               | 24  | 1 | — | — | 0  | 0 | 24  | 1 |
| Sporting Cristal · Perú | Total club       | Total club       | 58  | 1 | 4 | 0 | 9  | 0 | 71  | 1 |
| FBC Melgar · Perú | 2020             | 1ª               | 10  | 1 | — | — | 1  | 0 | 11  | 1 |
| FBC Melgar · Perú | Total club       | Total club       | 10  | 1 | 0 | 0 | 1  | 0 | 11  | 1 |
| Total en carrera | Total en carrera | Total en carrera | 101 | 2 | 4 | 0 | 10 | 0 | 115 | 2 |
| (1)Incluye datos de la Copa Bicentenario (2019 y 2021). (2)Incluye datos de la Copa Libertadores de América (2019 y 2021) y la Copa Sudamericana (2019 y 2020). |                  |                  |     |   |   |   |    |   |     |   |

## Palmarés

### Campeonatos nacionales
- 1 Copa Bicentenario: 2021

### Copas internacionales
- 1 Subcampeonato Copa América: 2019